# Le Diable (Tolstoï)
Pour les articles homonymes, voir Le Diable (homonymie).
Le Diable (Дьявол) est une nouvelle de Léon Tolstoï, publiée en 1911.

## Historique
Le Diable  est écrit à partir de 1889, mais n'est achevé qu'en 1909. La nouvelle est publiée dans le tome I des œuvres posthumes.
Elle est traduite en français la même année par J. Wladimir Bienstock. L'œuvre, par le sujet qu'elle aborde, est une sorte de pendant de La Sonate à Kreutzer. Elle raconte l'histoire d'Eugène Irténiev, jeune homme célibataire, propriétaire terrien, qui noue avec une paysanne une relation à laquelle, même une fois marié, il ne parvient à mettre fin.

## Éditions françaises
- Le Diable, traduit par Boris de Schloezer, Gallimard, « Bibliothèque de la Pléiade », 1960  (ISBN 2 07 010565 2).
- « Le Diable », in: Le Faux Coupon et autres contes, traduit par J.W. Bienstock, Paris, Nelson, [1911]